# Sanguinet
Sanguinet è un comune francese di 3 219 abitanti situato nel dipartimento delle Landes nella regione della Nuova Aquitania. Si affaccia sulle rive del lago di Cazaux e di Sanguinet.

## Museo archeologico
A Sanguinet vi è un interessante Museo archeologico municipale, che espone reperti trovati a seguito di scavi subacquei nel lago di Cazaux e di Sanguinet, relativi ad insediamenti che vanno dal III secolo a.C. al II secolo d.C. su siti invasi successivamente dalle acque che hanno formato il lago. Si tratta di:
- Losa, villaggio gallo-romano
- l' Estey
- Put Blanc

Sono inoltre esposte due antiche piroghe, ritrovate sul fondo del lago con i residui di molte altre, scavate rispettivamente in tronchi di pino e di quercia.

## Società

### Evoluzione demografica
Abitanti censiti